# 市川翠扇 (3代目)
三代目 市川 翠扇（いちかわ すいせん、1913年（大正2年）12月16日 - 1978年（昭和53年）9月27日）は、昭和時代に活躍した新派の女優、舞踊家。歌舞伎舞踊市川流三世家元。本名は堀越 喜久榮（ほりこし きくえ）。

## 来歴・人物
東京都東京市京橋区築地の生まれ。父は歌舞伎役者の五代目市川新之助、母は九代目市川團十郎の次女の二代目市川旭梅。二代目市川翠扇は伯母にあたる。千代田高等女学校（現在の武蔵野大学附属千代田高等学院）卒業。
1929年（昭和4年）6月歌舞伎座『戻り駕』の禿で市川紅梅（いちかわ こうばい）を名乗って初舞台。翌年日本俳優学校の1期生となる。1931年（昭和6年）11月より新派に参加。長く名脇役として活躍し、新派が本流新派と新生新派に分かれてからも両方に出演した。1957年（昭和32年）5月新橋演舞場で三代目市川翠扇を襲名して市川流三世家元を継承、同時に新派の大幹部に昇格した。花柳章太郎の死後は初代水谷八重子をたすけ、新派の副将格として活躍した。
1969年度（昭和44年）に『蛍』のおよし役と『巷談宵宮雨』のおいち役の演技で第20回芸術選奨文部大臣賞を受賞した。墓所は青山霊園。

## 出演作品

### 舞台の当たり役
- 『婦系図』の小芳
- 『皇女和の宮』の待女夕秀
- 『風流深川唄』の文字力

### 映画
- 『本日休診』（1952年、松竹） - 豊子夫人 役
- 『続夫婦百景』（1958年、日活）- 女医秋月シマ子 役
- 『香華』（1964年、松竹） - 女将 役
- 『肉体の学校』（1965年、東宝）- 室町秀子 役
- 『無頼漢』（1970年、東宝、にんじんくらぶ）- おくま 役

### テレビドラマ
- 『東芝日曜劇場』（TBS）
  - 第2話「命美わし」（1956年）
  - 第3話「新婚旅行」（1956年）
  - 第9話「熊と人と」（1957年）
  - 第21話「菜種河童」（1957年）
  - 第26話「鶴亀」（1957年）
  - 第50話「ある決闘」（1957年）
  - 第76話「お桂ちゃん」（1958年）
  - 第85話「吹きだまり」（1958年）
  - 第86話「荒濤」（1958年）
  - 第89話「新橋夜話」（1958年）
  - 第98話「春がすみ」（1958年）
  - 第100話「近松物語」（1958年）
  - 第453話「花火」（1965年）
  - 第613話「橋づくし」（1968年）
  - 第1019話「母上様・赤澤良雄」（1976年） - 森口佐江
  - 第1048話「花嫁」（1977年）
  - 第1080話「愛してます」（1977年）
  - 第1114話「おんなの家8」（1978年）
  - 第1120話「女の指輪」（1978年）
- 『ウロコ座』（KR） 
  - 第39話「黄楊の櫛」（1957年）
  - 第62・63話「小判狐」（1957年）
  - 第81・82話「鬼の面」（1958年）
  - 第89話「細君三日天下」（1958年）
  - 第100 - 102話「晴小袖」（1958年）
  - 第109 - 111話「江戸の挽歌」（1958年）
- 『お好み日曜座』（NHK）
  - 「故郷の声」（1958年）
  - 「はるあき」（1958年）
  - 「残菊物語」（1959年）
  - 「目ざまし時計」（1959年）
  - 「西郷と豚姫」（1959年）
- 『東芝家族劇場』（NET）
  - 第6話「星みがき」（1959年）
  - 第13話「片恋」（1959年）
  - 第15話「大いに笑う淀君」（1959年）
- 『NECサンデー劇場』（NET）
  - 「紫陽花」（1959年）
  - 「女の決闘」（1959年）
  - 「地熱」（1959年）
  - 「文士劇 鬼ぎやかね組の喧嘩」（1960年）
  - 「横綱以上」（1960年）
  - 「金の簪」（1960年）
  - 「大砲と撫子」（1960年）
  - 「訪問客」（1960年）
  - 「防風林」（1960年）
  - 「顔」（1960年）
  - 「青眉抄」（1961年）
  - 「盆の月」（1961年）
- 『指名手配』（NET）
  - 第2話「静かなる殺人者」（1959年）
- 『ここに人あり』（NHK）
  - 第120話「ツケ打ちさん」（1959年）
- 『女の四季』（NTV）
  - 第9・10話「新日本橋」（1960年）
  - 第21・22話「花嫁衣装」（1960年）
- 『名作菊五郎劇場』（NET）
  - 「浮世の常」（1960年）
  - 「堀川波の鼓」（1961年）
- 『テレビ指定席』（NHK）
  - 「帽子」（1961年）
- 『おかあさん』（TBS）
  - 第122話「裂けた日」（1962年）
- 『講談ドラマ』（NHK）
  - 「弥次郎兵衛喜多八」（1962年）
- 『シャープ火曜劇場』（CX）
  - 第57話「秋の太鼓」（1962年）
- 『ポーラ名作劇場』（NET）
  - 第3話「亭主日記」（1963年）
- 『嫁ぐ日まで』（CX）
  - 第14話「姉と弟」（1963年）
  - 第22話「女の館」（1963年）
- 『テレビ劇場』（NHK）
  - 「釣堀にて」（1963年）
- 『七人の刑事』（TBS）
  - 第110話「張り込み」（1963年）
- 『文芸劇場』（NHK）
  - 第96話「冬」（1963年）
- 『こども劇場』（NHK）
  - 第35話「幼年時代」（1964年）
- 『NHK劇場』（NHK）
  - 「巷談本牧亭」（1964年）
- 『夫婦百景』（NTV）
  - 第314話「関白女房」（1964年）
- 『風雪』（NHK）
  - 「大久保利通と車夫」（1964年）
  - 「歌舞伎開花」（1964年）
  - 「鹿鳴館前後」（1964年）
  - 「よろず重宝 吟香と涙香」（1965年）
- 『日産スター劇場』（NTV）
  - 「やなぎ・さくら」（1964年）
  - 「おいろけ説法」（1964年）
- 『三匹の侍』第4シリーズ（CX）
  - 第14話「新宿七福神」（1967年）
- 『遠山の金さん』（NTV、1967年）
- 『青空に叫ぼう』（NET）
  - 第28話「二十歳の振袖」（1968年）